# Ondřej Butor
Ondřej Butor (* 11. března 1967 Brno) je bývalý československý sportovní plavec. 

## Sportovní kariéra
Je rodákem z brněnské městské části Bystrc. Žil v blízkosti brněnské přehrady a již v útlém věku se naučil dobře plavat. Starší bratr hrál aktivně ragby za Zbrojovku. Závodnímu plavání se začal věnovat v 9 letech po zařazení do sportovní třídy základní školy. Připravoval se pod vedením Josefa Nalezeného v plaveckém oddíle Rudá hvězda Brno. Trenér Nalezený ho charakterizoval slovy: "Má obrovský cit pro vodu. Při testech mu spotřeba kyslíku na 1 kg dosahuje více než 80 ml a to je hodnota světových plavců. Schází mu však bojovnost, neumí se dobře koncentrovat na závod a má trochu vlažný přístup k tréninku." V 15 letech však šel podle Nalezeného do sebe, začal sám na sobě pracovat a byl zařazen do střediska vrcholového sportu mládeže (SVS-M) ministerstva vnitra k trenéru Bernardu Kočařovi. Motivací, jiskrou k práci mu byla medaile Josefa Hladkého z mistrovství Evropy v roce 1981. Na rozdíl od Hladkého mu však seděly delší tratě, nejradši plaval kraulem a znakem.
V roce 1981 poprvé reprezentoval Československo na prestižní sportovní akci mladých sportovců ze socialistických zemí Družba ve Volgogradu. Po zařazení do SVS-M se v roce 1983 účastnil juniorského mistrovství Evropy ve francouzských Mylhúzách. V polohovém závodě na 200 m doplaval v B-finále na 7. místě (celkově 15.) v čase 2:17,06.
V olympijském roce 1984 se poprvé dostal v polohovém závodě na 400 m pod 280 vteřin (4:40) časem 4:39,14 a na 400 m volný způsob se proti minulému roku zlepšil o 9 vteřin (1983: 4:19,90, 1984: 4:10,82).
Mezi československou plaveckou špičku pronikl v letní sezóně 1985. Na červnové velké ceně Slovenska proháněl v polohovém závodě na 400 m svůj velký vzor Josefa Hladkého a v cíli s ním dohmátl v shodném čase 4:32,15. Pro něho to bylo zároveň výrazné zlepšení osobního rekordu o 6,99 vteřin. Další den na velké ceně prohrál s Hladkým na jeho královské trati 200 m polohový závod o 10 setin. Výsledný čas 2:08,55 byl jeho novým osobním rekordem. V druhé polovině června mu přišla domů nominace na mistrovství Evropy v bulharské Sofii. Převážnou část červencové přípravy absolvoval s reprezentací v arménském Cachkadzoru. Na mistrovství Evropy přijel s rýmou, přesto na své doplňkové disciplíně 400 m volný způsob zaplaval dobrý čas 4:09,81 a obsadil na 19. místě. V dlouhé polohovce na 400 m před ním dostal přednost Jan Bidrman a tak plaval jen kratší polohovku na 200 m. Výsledným časem 2:10,32 obsadil rovněž 19. místo.
Zimní sezónu 1986 začal výborně. Na 200 m znak se poprvé dostal pod 130 vteřin (2:10) časem 2:09,37. V polohovkách však po celou zimu mírně stagnoval. V červnu na velké ceně Slovenska si zlepšil na krátké polohovce 200 m osobní rekord na 2:08,32 a na dlouhé polohovce plaval čas 4:33,01. Tyto časy zůstávaly daleko za nominačními limity pro srpnové mistrovství světa v Madridu. Měl ještě poslední možnost na domácím letním mistrovství republiky. Největší šance měl na dlouhé polohovce, v jeho silách bylo plavat čas pod 270 vteřin (4:30). Závod se mu však hrubě nepovedl a v cíli mu byl změřen čas 4:39,93. Jeho trenér Bernard Kočař neúspěšnou nominaci komentoval slovy: "Nedovedu si to vysvětlit. Ondřej je všech ukazatelích na tom daleko lépe než loni, zřejmě situaci nezvládl...".
Po mistrovství světa v Madridu v cizině zůstal nelegálně Josef Hladký. V roce 1987 po Hladkém převzal pozici nejlepšího polohovkáře, ale výkony stagnovaly – na 200 m p.z. se nemohl dostat pod 128 vteřin (2:08) a na 400 m p.z. pod 270 vteřin (4:30). Trenér Bernard Kočař byl z jeho výsledků nešťastný "já to vidím v oblasti psychiky, natrénováno má, ale všechno končí, jakmile je ve vodě". V olympijském roce 1988 se na žádném větším závodě neobjevil (zranění?). V roce 1989 se účastnil pouze závodů ve sprintech na 50 volný způsob. Krátce na to ukončil sportovní kariéru. Od školního roku 1989/90 pracoval jako intruktor plavání sportovních tříd na sportovním gymnáziu Ludvíka Daňka. 
Byl u začátků sportovní kariéry znakařky Aleny Nývltové. Později se s rodinou přestěhoval do Kladna.